# Montbrun-des-Corbières
Montbrun-des-Corbières település Franciaországban, Aude megyében. Lakosainak száma 340 fő (2022. január 1.). Montbrun-des-Corbières Castelnau-d’Aude, Conilhac-Corbières, Escales, Fontcouverte, Moux, Roquecourbe-Minervois és Saint-Couat-d’Aude községekkel határos.

## Népesség
A település népességének változása:
| Lakosok száma | 303  | 258  | 264  | 307  | 317  | 307  | 309  | 329  | 339  | 340  |
|               | 1968 | 1982 | 1990 | 2006 | 2013 | 2015 | 2017 | 2019 | 2020 | 2022 |